# René Wiesner
René Wiesner (13. dubna 1904 Křimice – 13. února 1974 Bridgend) byl český stavební inženýr, specialista na sklobetonové konstrukce.

## Život
René Wiesner byl stavební inženýr, odborník na projekty sklobetonových konstrukcí, které používaly skleněné vlýsky a kameny značky Verlith vyráběné Sklárnou Fischmann Synové, akc. Spol, Praha, Zlatnická ulice v třicátých letech 20. století. Wiesner měl kancelář na Karlově náměstí a pracoval s inženýrem Arnoštem Astem. Spolupracoval i s řadou významných avantgardních českých architektů, například s Františkem Zelenkou (Skleněný dům v ulici Palackého), Evženem Rosenbergem, Františkem Roithem, Bohumírem Kozákem, a Antonínem Černým (Assicurazioni Genereli & Moldavia Genereli budova a Broadway pasáž), Františkem Kubelkou (Husův sbor, Praha 7). Pracoval také s Jaromírem Krejcarem a Jaroslavem Josefem Polívkou na Československém pavilonu pro pařížskou výstavu v roce 1937. Před vypuknutí války odjel René Wiesner do Velké Británie.